# Leucoloma guineense
Leucoloma guineense är en bladmossart som beskrevs av Brotherus och Jean Édouard Gabriel Narcisse Paris 1907. Leucoloma guineense ingår i släktet Leucoloma och familjen Dicranaceae. Inga underarter finns listade i Catalogue of Life.